# Pembroke (Carolina del Nord)
Pembroke és una població dels Estats Units a l'estat de Carolina del Nord. Segons el cens del 2000 tenia 2.399 habitants.

## Demografia
Segons el cens del 2000, Pembroke tenia 2.399 habitants, 961 habitatges i 611 famílies. La densitat de població era de 395,8 habitants per km².
Dels 961 habitatges en un 35,7% hi vivien nens de menys de 18 anys, en un 27,3% hi vivien parelles casades, en un 32,5% dones solteres, i en un 36,4% no eren unitats familiars. En el 32,5% dels habitatges hi vivien persones soles l'11,2% de les quals corresponia a persones de 65 anys o més que vivien soles. El nombre mitjà de persones vivint en cada habitatge era de 2,46 i el nombre mitjà de persones que vivien en cada família era de 3,12.
Per edats la població es repartia de la següent manera: un 34,8% tenia menys de 18 anys, un 11,5% entre 18 i 24, un 25,8% entre 25 i 44, un 17,6% de 45 a 60 i un 10,3% 65 anys o més.
L'edat mediana era de 27 anys. Per cada 100 dones de 18 o més anys hi havia 64,9 homes.
La renda mediana per habitatge era de 18.355 $ i la renda mediana per família de 21.218 $. Els homes tenien una renda mediana de 26.875 $ mentre que les dones 21.510 $. La renda per capita de la població era de 10.202 $. Entorn del 39,9% de les famílies i el 40,7% de la població estaven per davall del llindar de pobresa.

## Poblacions més properes
El següent diagrama mostra les poblacions més properes.